# Ludwig I. von Boyneburg
Ludwig I. von Boyneburg zu Lengsfeld (* 1466 in Gerstungen; † 1537 in Felsberg) war ein thüringisch-hessischer Adeliger und Ministeriale, der unter den Landgrafen Wilhelm II. und Philipp I. von Hessen verschiedene hohe und höchste Staatsämter innehatte: Rat, Landvogt an der Werra, Hofmeister, Statthalter an der Lahn, Hofrichter, Landhofmeister und Vormundschaftsregent. Er wurde Begründer der zur schwarzen Fahne gehörigen und reich begüterten Linie der Boyneburg zu Lengsfeld und Weilar und des auf der Altenburg an der Eder beheimateten Familienzweigs.

## Familie
Ludwig von Boyneburg war ein Spross des zur schwarzen Fahne gehörigen Zweigs der Familie von Boyneburg zu Gerstungen, zweiter Sohn des Otto II. von Boineburg († 1466 auf der Felsburg) und dessen Ehefrau Anna, geb. von Lugelin. Anna war die Erbtochter des 1480 verstorbenen Andreas von Lugelin zu Felsberg, dem letzten männlichen Spross seines Geschlechts zu
Felsberg, und der Merge (Margarethe) von Storndorf.

## Erbe
Über seine Mutter Anna erbte Ludwig Felsberg und die Allod- und Lehnsgüter dieser Familie in der Umgebung. 1498 erhielt er vom Grafen Wilhelm IV. von Henneberg auch Lehen zu Weilar. Durch seine Heirat mit Mathilde von Herda zu Brandenburg, Enkelin des fuldischen Hofmarschalls Philipp von Herda, im Jahre 1490 erwarb er 1523 auch den größten Teil der Stamm- und fuldischen Lehngüter dieser Familie, die Herrschaft Lengsfeld.

## Leben
Über Ludwigs Jugend ist nahezu nichts bekannt.
Im Jahre 1493 ist er als Rat des Landgrafen Wilhelm II. von Hessen und „Landvogt an der Werra“ bekundet, 1494 als Hofmeister des Landgrafen. Im Oktober 1496 leitete er eine Brautwerber-Gesandtschaft, die in Nancy einen Ehevertrag zwischen dem Landgrafen und Jolanthe, einer Tochter des Grafen Friedrich II. von Vaudémont und Schwester des Herzogs René von Lothringen aushandelte. 1497 wurde er auch Rat des Erzbischofs und Kurfürsten von Köln, Hermann IV., einem Onkel des Landgrafen.
Nach dem Tod des Landgrafen Wilhelm III. im Februar 1500, der Oberhessen regiert und in Marburg residiert hatte und ohne legitime Erben verstarb, fiel dessen Herrschaftsgebiet an seinen Vetter Wilhelm II. in Kassel, der damit Hessen wieder in einer Hand vereinte. Dieser ernannte Ludwig von Boyneburg 1502 zu seinem „Statthalter an der Lahn“ und 1505 zum Hofrichter, mit Amtssitz im Marburger Schloss. Boyneburg wurde zu einem der wichtigsten Ratgeber des Landgrafen. 1506 erwarb Boyneburg, der bereits seit 1504, gemeinsam mit einem Bruder Hermann, die Krayenburg als Lehen des ernestinischen Herzogtums Sachsen-Eisenach besaß, auch Gehaus.
In einem 1506 ausgefertigten Testament bestimmte Landgraf Wilhelm II., der ab 1504 zunehmend an den Folgen einer Syphilis-Erkrankung litt, einen fünfköpfigen Regentschafts- und Vormundschaftsrat (bestehend aus dem Hofmeister Konrad II. von Wallenstein, dem Statthalter an der Lahn Ludwig von Boyneburg, dem Amtmann zu Vacha Konrad von Mansbach, Rudolph von Weiblingen und dem Dechanten Heinrich Ruland des Martinsstifts zu Kassel) für seine 21-jährige zweite Frau Anna (1485–1525), die er nach dem im Frühjahr 1500 erfolgten Kindbett-Tod seiner ersten Gemahlin geheiratet hatte, und seine Kinder Elisabeth und den erst 2-jährigen Philipp (1504–1567), sowie über seinen älteren Bruder, Wilhelm I., und dessen Gemahlin Anna von Braunschweig. Dieses Testament wurde aber bereits im Januar 1508, wohl auf Betreiben der Landgrafengattin, dahingehend geändert, dass neben Wilhelms Onkel, Erzbischof Hermann IV. von Köln, der im September 1508 starb, sie selbst als oberster Vormund und Regentin eingesetzt und ihr nur noch drei Räte (Graf Philipp II. von Waldeck-Eisenberg, Konrad von Mansbach und Dechant Ruland) beigeordnet würden. Nach anderen Quellen waren die Ratsmitglieder Konrad von Mansbach, Heinrich Ruland, Peter von Treisbach, der Kanzler des 1500 verstorbenen Landgrafen Wilhem III. von Oberhessen, und Hermann IV. Riedesel zu Eisenbach.
Annas Anspruch auf die Regentschaft wurde jedoch von den hessischen Landständen und den seit 1373 durch Erbverbrüderung erbberechtigten Wettiner Herzögen von Sachsen nicht anerkannt. Sofort nach Wilhelms Tod im Juli 1509 erhob sich eine starke, vor allem von der Ritterschaft getragene ständische Opposition. Am Spieß, der damaligen Stätte der hessischen Landtage, kam es zu einer scharfen Auseinandersetzung mit Anna: das zweite Testament fand dort keine Anerkennung, und der Landgrafenwitwe wurde ein neunköpfiger, ständisch zusammengesetzter Regentschaftsrat unter Führung des zum Landhofmeister gewählten Ludwig von Boyneburg aufgezwungen. Die sächsischen Herzöge unterstützten dieses Vorgehen und im Februar 1510 ernannten sie Boyneburg und Dietrich von Cleen, den Landkomtur der Ballei Hessen und späteren Deutschmeister, zu Vormundschaftsverwaltern des jungen Thronfolgers Philipp und dessen geisteskranken Onkels Wilhelm I. Kaiser Maximilian gab dazu seine Zustimmung.
Von 1509 bis Anfang 1514 regierte Ludwig von Boyneburg, der seinen Wohnsitz im Kasseler Landgrafenschloss nahm, die Landgrafschaft zunehmend selbstherrlich, und dies führte dazu, dass sich der Regentschaftsrat zerstritt und spätestens 1513 einige der mächtigsten Adligen auf die Seite der Landgrafenwitwe wechselten, die ihnen dabei große politische Zugeständnisse machte. Nach offenem Aufruhr in mehreren Städten, darunter Homberg und Marburg, legte Boyneburg nach dem am 9. Januar 1514 gehaltenen Landtag zu Felsberg sein Amt nieder, übergab dem städtischen Rat zu Kassel den Prinzen Philipp, das Schloss, Siegel, Register und Kassen, verließ das Land und zog sich auf die Krayenburg in Thüringen zurück. Anna bestellte Konrad II. von Wallenstein zum Landhofmeister, der dieses Amt bereits unter Wilhelm II. innegehabt hatte, Eberhard von Heusenstamm zum Hofmeister und Philipp von Meysenbug zum Hofmarschall. Sie regierte noch über das Jahr 1518 hinaus, in dem ihr Sohn Philipp im Alter von 13½ Jahren durch Kaiser Maximilian für volljährig erklärt wurde – ohne jemals offiziell als Regentin anerkannt worden zu sein. Philipp behielt zunächst noch seine Mutter und ihre Räte bei sich, entzweite sich jedoch ab der Wiederverheiratung Annas mit dem Grafen Otto von Solms-Laubach (1496–1522) im Jahre 1519 von ihr.
Anna nutzte ihre Macht, um Ludwig von Boyneburg in Hessen praktisch zu enteignen. Er wurde geächtet und Anna und ihre Räte sandten ihm einen Fehdebrief, in dem ihm die am Spieß 1509 getroffenen Vereinbarungen gekündigt wurden. Seine Güter in den Ämtern Felsberg, Gudensberg, Homberg, Immenhausen, Sontra, Vacha und Schmalkalden wurden beschlagnahmt, zusammen mit 600 Goldgulden Zins und 1000 Viertel Korn an jährlichen Einkünften, und seine kurz zuvor erworbene Pfandschaft auf Schloss und Amt Sichelnstein wurde für nichtig erklärt.
Boyneburg kämpfte in der Folgezeit von der Krayenburg aus um seine Rechtfertigung und die Rückerstattung seiner hessischen Besitzungen und kümmerte sich ansonsten um seine Herrschaft Lengsfeld. In dieser Zeit erhoben sich während des Bauernkriegs auch in Thüringen die Bauern und Handwerker. Im April 1525 zog der sogenannte Werrahaufen mit knapp 10.000 Aufständischen das Werratal aufwärts und lagerte am 23. April 1525 vor der Stadt Lengsfeld. Boyneburg musste die Zwölf Artikel der Bauern unterschreiben, ihnen 500 Meißnische Gulden zahlen und den Werrahaufen als Geisel auf dessen weiterem Zug nach Meiningen begleiten. Dort zwangen sie am 3. Mai auch den Grafen Wilhelm IV. von Henneberg-Schleusingen zur Unterschrift der Zwölf Artikel und gingen dann auseinander. Boyneburg unterstützte danach die Gefangennahme und Hinrichtung der Anführer des Aufstands.
Hinsichtlich Boyneburgs hessischen Ansprüchen wurde bei einer Zusammenkunft zwischen hessischen und sächsische Räten in Kassel im Jahre 1521 noch keine Einigung erzielt. Ludwigs junger Sohn Georg (1504–1564), mit dem der junge Landgrafenensohn Philipp und dessen Schwester Elisabeth im boyneburgischen Haushalt bis 1514 erzogen worden waren, befand sich zu dieser Zeit bereits im Gefolge Philipps, was ein erstes Zeichen einer wohl beabsichtigten Rehabilitierung des Vaters war. Aber erst nach dem Tod Annas im Mai 1527 wagte Landgraf Philipp die vollständige Wiedergutmachung für die durch seine Mutter verursachten Beleidigungen, Vermögens- und Ertragsverluste seines einstigen Vormunds und Erziehers. Noch im selben Jahr gab ihm Philipp seine früheren Besitzungen und Ämter zurück; hinzu gab er ihm die Anwartschaft auf die Burg Altenburg bei Felsberg – verbunden mit der Pflicht zu deren Wiederaufbau – und die dazugehörigen Güter in Böddiger, Maden, Rhünda etc., an den nun wieder als Hofrichter und Statthalter an der Lahn eingesetzten und im Marburger Schloss residierenden Ludwig von Boyneburg. Die Altenburg samt Zubehör kam allerdings erst nach dem Tod Heinrichs von Holzheim, dem letzten seines Geschlechts auf der Altenburg, und auch dem Tod Ludwigs von Boyneburg im Jahre 1537 an die Boyneburger. Ludwigs 1518 geborener Sohn Ludwig (III.) aus seiner zweiten Ehe mit Elisabeth von Meysenbug – ein älterer Halbbruder gleichen Namens war bereits 1529 verstorben – erbte die Altenburg und den Familienbesitz in und bei Felsberg.
In seinen letzten Amtsjahren war er im März 1530 mit seinem Sohn Georg auf dem Reichstag zu Worms, und 1530/31 war an den Beratungen zur Bildung des Schmalkaldischen Bunds beteiligt. Am 12. März 1533 legte er seine Ämter als Rat, Statthalter in Marburg und Hofrichter nieder und ging auf seine Burg Lengsfeld. In der Folge nannte er sich „von Boyneburg zu Lengsfeld“ und dieser Name vererbte sich in seinem Zweig der Boyneburger.
Ludwig von Boyneburg starb im Jahre 1537, ob in Felsberg oder Lengsfeld ist nicht klar. In seinem 1536 verfassten Testament verteilte er seinen beträchtlichen Besitz an Allod- und Lehnsgütern an seine ihn überlebende Kinder.

## Ehen und Nachkommen
Ludwig I. von Boyneburg war zweimal verheiratet.
(1) Mathilde (Mechthildis) von Herda aus dem Haus Brandenburg (* um 1469; † nach 1508), Tochter des Raban von Herda zu Brandenburg, Hessischer Rat und Statthalter in Kassel, und der Katharina von Hutten. Dieser Ehe entsprangen fünf Töchter und drei Söhne:
- Wilhelm (1490–1525)
- Margarethe († 1570), ⚭ Ludwig Schwertzell von Willingshausen
- Ludwig (1497–1529), ⚭ 1517 Anna Schenk zu Schweinsberg
- Anna, ⚭ 1527 Wilhelm von Hopfgarten
- Magdalene, ⚭ 1528 Martin von Haun
- Katharina († 7. November 1555), ⚭ Friedrich IV. Schlitz gen. von Görtz († 1560)
- Barbara, ⚭ 1531 Reinhard von Eschwege
- Georg (1504–1564), hessischer und sächsischer Rat und Diplomat

(2) Elisabeth von Meysenbug, Tochter des Wilhelm von Meysenbug und der Gertrud Eckbrecht von Dürkheim. Aus dieser Ehe stammten ein Sohn und zwei Töchter:
- Agnes, ⚭ 1549 Georg Wolfgang von Breidenbach zu Breidenstein
- Tochter N.N.
- Ludwig (III.) (1535–1568), Amtmann in Homberg (Ohm), ⚭ Anna von Calenberg